# Christoforus
Christoforus, född i Rom, död tidigt under året 904, var motpåve i Romersk-katolska kyrkan från oktober 903 till januari 904. Han blev avrättad av påve Sergius III. Somliga källor anger Christoforus som legitim påve.

## Biografi
Christoforus var född i Rom och son till en man vid namn Leo. Han var kardinalpräst med San Lorenzo in Damaso som titelkyrka när han övermannade den legitime påven Leo V och kastade honom i fängelse, troligen i oktober 903. Leo verkar snart ha avlidit i fängelset, vilket har betydelse för bedömningen om Christoforus skall betraktas som legitim påve eller inte.
En grekisk källa från 1000-talet (Monumenta Graeca Ad Photium: Ejusque Historiam Pertinentia) uppger att Christoforus var den förste påve som påstod att den Helige Ande utgår från fadern och sonen (se filioque), vilket Christoforus skulle ha skrivit i en trosbekännelse till en viss patriark Sergius av Konstantinopel. Problemet med denna uppgift är framförallt att det inte fanns någon patriark av Konstantinopel med namnet Sergius vid denna tid.
Påve Leo IX angav att Christoforus skulle ha givit privilegier till klostret i Corbie i Frankrike, en handling som Leo erkände som legitim. Detta privilegium är den enda gärningen som är känd att Christoforus utförde under den tid han satt på påvetronen.
Christoforus störtades från Petri tron av sin efterträdare Sergius III i januari 904, och tillbringade sina sista dagar som munk; Eugenius Vulgarius, som sökte svartmåla Sergius, anger dock att han stryptes i fängelset, och skriver att Sergius mördade både Leo V och Christoforus.

## Synsätt på påveanspråken
Några håller Christoforus som motpåve. Fastän han uppsteg på tronen på ett fullständigt icke kanoniskt vis, finns det dock skäl som talar för att han skulle kunna ses som legitim påve. Av följande påvar verkar han ha erkänts; så till exempel av Leo IX. Hans namn finns också i samtliga mer eller mindre fullständiga register från hans samtid över påvar, och i Liber Pontificalis. Hans porträtt finns bland de övriga påvarna i basilikan San Paolo fuori le Mura, samt på fresker i San Pietro in Grado i Pisa, vilka tillkommit på 1200-talet.